# Bolbitis scandens
Bolbitis scandens là một loài thực vật có mạch trong họ Lomariopsidaceae. Loài này được W.M. Chu mô tả khoa học đầu tiên năm 1983.